# Spono Eagles
Le Spono Nottwil est un club suisse de handball féminin basé à Nottwil, dans le canton de Lucerne.
L'équipe a remporté le championnat de Suisse à 5 reprises et 4 fois la coupe de Suisse.

## Palmarès
compétitions nationales
- vainqueur du championnat de Suisse (5) en 2000, 2001, 2006, 2016, 2018
- vainqueur de la coupe de Suisse (4) en 2001, 2011, 2013, 2018